# حاتم الصكر
حاتم الصكر كاتب وأكاديمي عراقي. ولد في بغداد يوم 24 ديسمبر 1945. حاصل على درجة الماجستير في الأدب الحديث والنقد بدرجة امتياز عن رسالة بعنوان (تحليل النص الشعري الحديث في النقد العربي المعاصر)، ودكتوراه آداب بدرجة امتياز مع مرتبة الشرف الأولى في الأدب العربي الحديث والنقد عن رسالة بعنوان (النزعة القصصية في الشعر العربي الحديث – أنماطها وتشكلاتها).

## المسيرة المهنية
عمل في التدريس في المدارس الثانوية وفي الصحافة الثقافية رئيساً لتحرير مجلة الأقلام ببغداد فترة، ثم اكمل دراساته العليا بحصوله على الدكتوراه في الأدب العربي الحديث والنقد، وعمل في تدريس الأدب والنقد في كلية التربية بالجامعة المستنصرية وقسم التربية الفنية بأكاديمية الفنون الجميلة ببغداد، وقضى الشطر الأخير من عمله الأكاديمي أستاذاً للنقد والأدب الحديث في جامعة صنعاء ومحاضراً في مجال أدب المرأة في مركز الدراسات النسوية فيها.
بدأ حياته الأدبية شاعراً وأصدر أربعة دواوين شعرية اتجه فيها إلى الحداثة الأسلوبية وكتابة شعر التفعيلة وقصيدة النثر. لكن اشتغاله في الكتابة النقدية منذ السبعينيات أبرزت جهده النقدي كناقد نصي ومحلل نصوص شعرية. وجمع دراساته الأولى في أول كتاب نقدي له بأسم «الأصابع في موقد الشعر.. مقدمات مقترحة لقراءة القصيدة» (بغداد 1984)، يلخص رؤيته لعملية القراءة النقدية للشعر. فشبّهها في استعارة بلاغية بمدِّ الأصابع في موقد نار، فالأصابع هي الرؤية النقدية، والموقد هو ما تخفي القصيدة في طيّاتها، حيث تكمن في متنها المعروض للقراءة. وكما أن الموقد ربما يحرق أصابع مستخدمه خلال توغله فيه، كذلك يمكن لقراءة القصيدة أن تجلب العناء لقارئها بما تكتنز في طياتها من دلالات.
ويتناول الكاتب في كتابه «االثمرة المُحرّمة» أهم قضايا كتابة قصيدة النثر العربية فنياً وجمالياً وعناصرها البنائية، مقترباً بالدراسة والتطبيق من قصائد ودواوين خمسة وأربعين من شعرائها من الجيل التالي لروادها، والشبان الأقرب إلى الحداثة القائمة التي شهدت تبدل مرجعيات كتابتها، وظهور مؤثرات جديدة، وبروز مزايا فنية داخلية ترسخت عبر النصوص، كالسرد والكثافة والتعيين الزماني والمكاني، والعناية بالدلالة وسواها. يمتد الكتاب عبر جناحين: الأول نظري يعالج مستجدات الإيقاع واللغة وقضايا جمالية تتصل بقصيدة النثر وقراءتها. والثاني تطبيقي يقارب نصوصاً مختارة من قصيدة النثر العربية. أما «الثمرة المحرمة» كعنوان، فهو يعكس اعتقاد الناقد الصكر بأن «قصيدة النثر ثمرة شجرة الحداثة الشعرية» التي لم يرِد من أسماهم بـ (حُرّاس التقاليد الثابتة في الكتابة) «أن يسمحوا بتناول ثمارها. لكن ذلك حصل ورضيت قصيدة النثر بعد طردها من جنان متعالية أن تكون كائناً أرضياً يمشي بالشعر حيث مرمى القصيدة وواقعها وآفاقها وحياتها المتجددة». وتوالت مؤلفاته النقدية التي تبلغ اليوم أكثر من عشرين كتاباً جلُّها في الحداثة الشعرية وتحليل النصوص، مع دراسات في التراث الشعري وقراءته بمناهج معاصرة، واهتمام خاص بالكتابة السير ذاتية، ومن كتبه فيها كتابه (أقنعة السيرة وتجلياتها-حول البوح والترميز في الكتابة السير ذاتية) الصادر عام 2010 الذي نال عنه جائزة الإبداع الثقافي في مجال النقد ممنوحة من وزارة الثقافة العراقية عام 2018م.
خصص للتنظير لقصيدة النثر وتطبيقات على نصوصها ومعالجة ظواهرها عدداً من الكتب ونشط في المنتديات والمنابر الثقافية لمناقشة خصائصها النصية وإيقاعها. ومهتم بالكتابية السير ذاتية وتنويعاتها ، وبالنقد الفني في التشكيل وجماليات تلقيه .بجانب إصداراته الشعرية.
يعيش الآن في مدينة ناشفيل ولاية تينيسي في الولايات المتحدة منذ نيسان أبريل 2011 كاتباً متفرغاً.

## مؤلفاته:
. - إيكاروس محدِّقاً في فضاء الشعر- الميتاشعري في نماذج من قصيدة النثر العراقية، منشورات اتحاد الأدباء والكتاب في العراق، بغداد ٢٠٣٤ ردمك ( 9789922719856)
- كن شاسعاً كالهواء- قراءة في دفاتر الفنان غسان غائب، دار الأديب، عمان 2021 (ردمك 9789957514457)
- تنصيص الآخر - المثاقفة الشعرية والمنهج ونقد النقد- دار خطوط وظلال- عمّان- 2020 (ردمك 9789923401026)
- الثمرة المحرمة - مقدمات نظرية وتطيقات في قراءة قصيدة النثر- شبكة أطياف الثقافية -الرباط 2019.[7]
- نقد الحداثة- قراءات استعادية في الخطاب النقدي المعاصر وتنويعاته المعاصرة، دارضفاف للطباعة والنشر، بغدا-الشارقة2014 (ردمك 9789777971409)[8] والطبعة الثانية: مؤسسة أروقة  للدراسات - القاهرة 2019 (ردمك 9789777971409)
- أقنعة السيرة وتجلياتها ـ البوح والترميز في الكتابة السير ـ ذاتية – دار أزمنة للنشر والتوزيع -عمّان -2017 (ردمك 9789957097097)[9]
- البوح والترميز القهري - دراسات في الكتابة السير ذاتية-  سلسلة إبداع عربي-13 الهيئة المصرية العامة للكتاب، القاهرة 2014[10]
- بريد بغداد – دراسات، كتاب الرافد العدد 34-أكتوبر-2012، منشورات مجلة الرافد- دائرة الثقافة والإعلام، الشارقة.
- قصائد في الذاكرة -قراءات استعادية لنصوص شعرية- كتاب دبي الثقافية، أغسطس2011.
- أقوال النور– قراءات بصرية في التشكيل المعاصر-دائرة الثقافة والإعلام، الشارقة- 2010
- في غيبوبة الذكرى–دراسات في قصيدة الحداثة، كتاب دبي الثقافية، دبي – ديسمبر 2009
- المرئي والمكتوب: دراسات في التشكيل العربي المعاصر، دائرة الثقافة والإعلام، الشارقة 2007م
- حلم الفراشة؛ الإيقاع والخصائص النصية في قصيدة النثر، ط1،وزارة الثقافة، صنعاء 2004م، والطبعة الثانية: دار أزمنة للنشر والتوزيع السلسلة: دراسات، عمّان 2009 (ردمك 9789957093754)[11][12]، "والطبعة الثالثة -الهيئة المصرية للكتاب- القاهرة 2020 (ردمك 9789779126715)
- قصيدة النثر في اليمن-  مقدمة ومختارات-سلسلة دراسات -مركز الدراسات والبحوث اليمني- صنعاء2003
- إنفجار الصمت - الكتابة النسوية في اليمن –دراسة ومختارات، اتحاد الأدباء والكتاب اليمنيين ومركز عبادي، صنعاء 2003م
- مرايا نرسيس: قصيدة السرد الحديثة في الشعر المعاصر، المؤسسة الجامعية للدراسات، ط1،بيروت 1999، طبعة ثانية، المجلس الأعلى للثقافة، القاهرة 2010 (ردمك 9789774797291)[13]، طبعة ثالثة- دار خطوط وظلال للنشر والتوزيع -عمّان-2021[14](ردمك 9789923402238)
- ترويض النص: تحليل النص الشعري في النقد العربي المعاصر:- الهيئة العامة للكتاب- القاهرة 1998 [15]، وطبعة ثالثة دار خطوط وظلال -عمّان الأردن-2023 (ردمك 9789923405611)
- البئر والعسل: قراءات معاصرة في نصوص تراثية ط1 -دار الشؤون الثقافية- بغداد 1992، والطبعة الثانية – الهيئة العامة لقصور الثقافة- سلسلة كتابات نقدية 69، القاهرة 1997، والطبعة الثالثة- جامعة الكوفة- سلسلة دراسات فكرية- ط3-بيروت2022>ردمك (9781774721506)
- رفائيل بطّي وريادة النقد الشعري: دراسة ومختارات، منشورات الجمل، كولونيا ألمانيا 1995م[16]
- كتابة الذات: دراسات في وقائعية الشعر، دار الشروق للنشر والتوزيع، عمّان 1994 [17]
- ما لاتؤديه ألصفة : المقتربات اللسانية والشعرية، دار كتابات معاصرة، بيروت 1993
- الشعر والتوصيل– سلسلة الموسوعة الصغيرة 305، دار الشؤون الثقافية العامة، بغداد 1988
- مواجهات الصوت القادم - دراسات في شعر السبعينيات، منشورات الطليعة الأدبية بغداد 1987
- الأصابع في موقد الشعر : مقدمات مقترحة لقراءة القصيدة، دار الشؤون الثقافية، بغداد 1986
- الجُرم والمجرّة- حول التحديث في الشعر الأردني المعاصر، دراسة ومختارات، المؤسسة العربية للدراسات والنشر ووزارة الثقافة، عمان 1994[18]
- المصادر الأدبية واللغوية (بالإشتراك)، وزارة التربية والتعليم اليمنية -قطاع المناهج والتوجيه، بإلاشتراك مع الدكتور أحمد  قاسم الزمر، صنعاء 1999.[4]

## صدر عنه
نوقشت عن كتبه الشعرية ودراساته النقدية عدة رسائل جامعية، وصدرت أربعة كتب حولها:
- كتاب (عنونة الكتب النقدية عند حاتم الصكَر- دراسة تحليلية) - زهراء خالد، يونس، دار غيداء للنشر،عمان الأردن2017. (ردمك9789957964146).
- كتاب (المرجعيات النقدية عند حاتم الصكَردراسة نقدية) - أحمد قاسم محمد، دار مسامير للطباعة والنشر، السماوة العراق2022. (ردمك9789922988726).
- كتاب (العيش على ضفاف الشعر-الخطاب النقدي عند حاتم الصكَر) د.علي محمد ياسين، دار الشؤون الثقافية، بغدادالعراق 2023. ردمك ( 9789922692678).
- كتاب (الفضاء النصي في شعر حاتم الصكَر) للدكتورة رائدة العامري، دلار أبجد للطباعة والنشر، بابل -العراق، 2024.

## الجوائز
- جائزة الإبداع العراقي لعام 2017 في حقل النقد الأدبي والثقافي والفني -وزارة الثقافة -العراق- عن كتاب (أقنعة السيرة  وتجلياتها).
- جائزة أفضل كتاب  لعام 1994 - وزارة الثقافة  -  بغداد، عن كتاب (ما لا تؤديه الصفة-المقتربات اللسانية والشعرية).[19]
- جائزة أفضل إصدار في حقل شعر الأطفال عام 1984 -المنظمة العربية للتربية والثقافة والعلوم- تونس، عن كتاب (الذئب والحملان الثلاثة).